# No More Heroes (álbum)
No More Heroes es el segundo álbum de estudio de la banda inglesa The Stranglers. Producido por Martin Rushent (al igual que su antecesor Rattus Norvegicus) en TW Studio (Fulham, Gran Londres) en julio de 1977 y lanzado en septiembre del mismo año por el sello United Artists.

## Listado de canciones
1. "I Feel Like A Wog" (3:18)
2. "Bitching" (4:26)
3. "Dead Ringer" (2:46)
4. "Dagenham Dave" (3:19)
5. "Bring On The Nubiles" (2:16)
6. "Something Better Change" (3:37)
7. "No More Heroes" (3:29)
8. "Peasant In The Big Shitty" (3:27)
9. "Burning Up Time" (2:25)
10. "English Towns" (2:12)
11. "School Mam" (7:10)
-2001 edition bonus tracks-
12. "Straighten Out" (2:46)
13. "Five Minutes" (3:18)
14. "Rock It To The Moon" (2:47)
- Datos: Q612427